# Żabojadek brazylijski
Żabojadek brazylijski (Trachops cirrhosus) – gatunek ssaka z podrodziny  liścionosów (Phyllostominae) w obrębie rodziny liścionosowatych (Phyllostomidae).

## Taksonomia
Gatunek po raz pierwszy zgodnie z zasadami nazewnictwa binominalnego opisał w 1823 roku niemiecki przyrodnik Johann Baptist von Spix, nadając mu nazwę Vampyrus cirrhosus. Spix nie wskazał miejsca typowego, w 1962 roku Antonius Marie Husson jako miejsce typowe wskazał stan Pará w Brazylii.

### Etymologia
- Trachops: gr. τραχυς trakhus ‘chropowaty, szorstki’; ωψ ōps, ωπος ōpos ‘oblicze, twarz’[6].
- cirrhosus: gr. κιρρος kirrhos ‘śniady, pomarańczowy’[7].

## Zasięg występowania
Żabojadek brazylijski występuje od Meksyku do Brazylii.

## Morfologia
Długość ciała (bez ogona) 72–95 mm, długość ogona 10–20 mm, długość ucha 30–40 mm, długość tylnej stopy 16–22 mm, długość przedramienia 56–65 mm; masa ciała 28–45 g.